# National Jewish Sports Hall of Fame and Museum
Ne doit pas être confondu avec International Jewish Sports Hall of Fame.
Le National Jewish Sports Hall of Fame and Museum, littéralement en français : Temple de la renommée et musée des sportifs nationaux juifs, situé à Commack, dans l'État de New York, aux États-Unis, a pour vocation d'honorer les personnalités juives américaines qui se sont distinguées dans le domaine du sport.
Son objectif est d'encourager l'identité juive à travers le sport et de commémorer les héros sportifs issus d'un peuple qui n'est généralement pas associé au sport.
Le temple de la renommée compte des intronisés dans les sports suivants : football américain, courses automobiles, baseball, basketball, cyclisme, bowling, boxe, football canadien, canoë, cyclisme, disque, dressage, escrime, patinage artistique, golf, gymnastique, handball, concours hippique, les courses de chevaux, le hockey sur glace, le judo, le karaté, la crosse, le marathon, le saut à la perche, le racquetball, l'aviron, le rugby, le lancer du poids, le ski, le football européen, le softball, le squash, la natation, le tennis, l'athlétisme, le triathlon, le volleyball, l'haltérophilie et la lutte. Il a également intronisé des auteurs, des diffuseurs, des chroniqueurs et des commentateurs sportifs.
La première cérémonie annuelle d'intronisation a lieu le 21 mars 1993.

## Intronisés

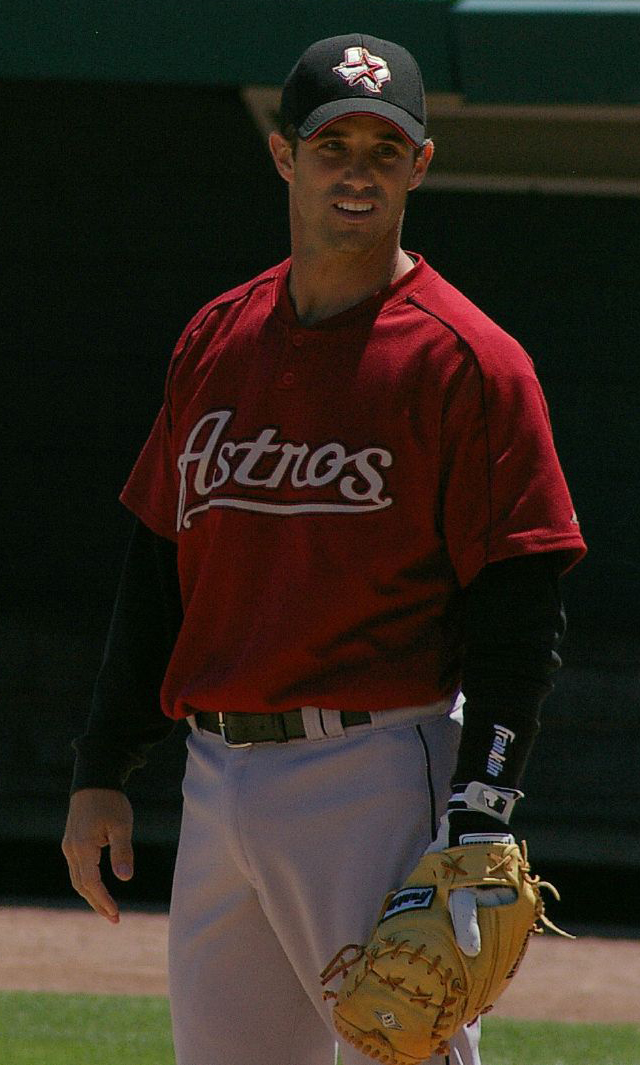
Brad Ausmus

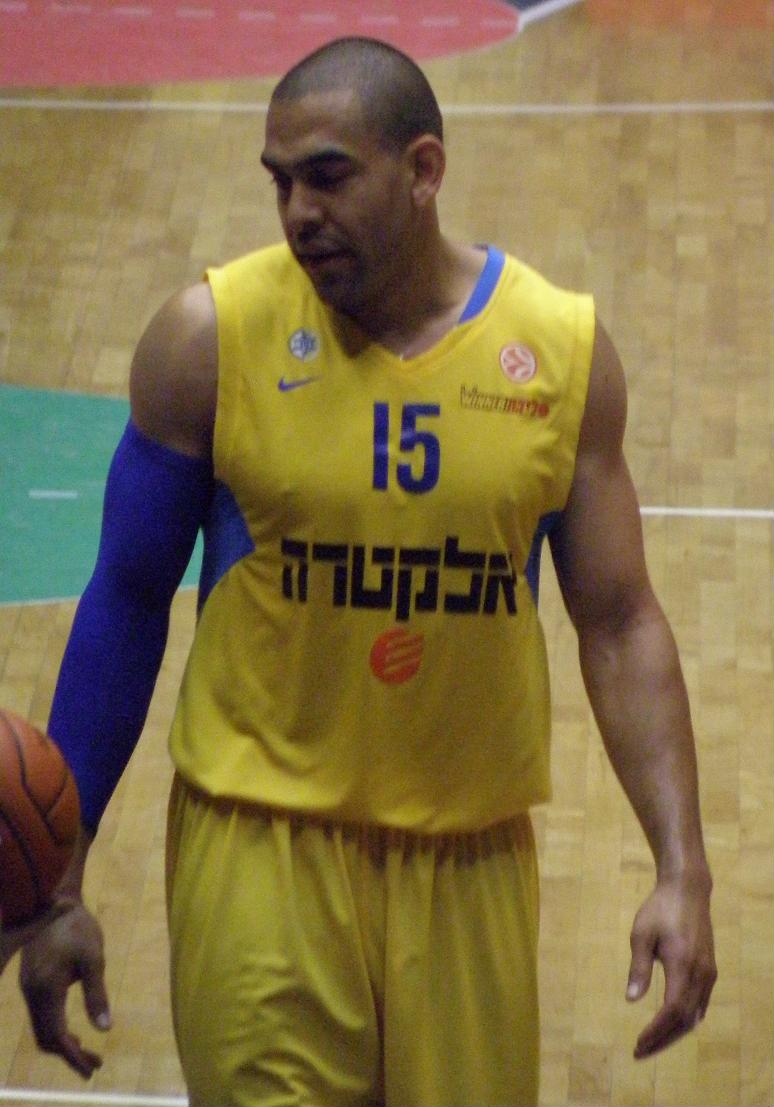
David Blu

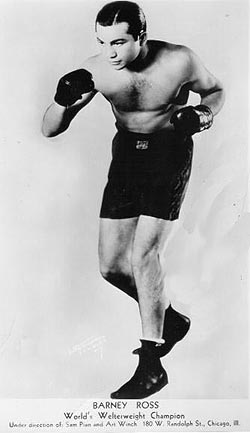
Barney Ross

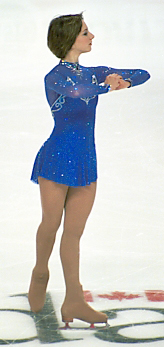
Sarah Hughes

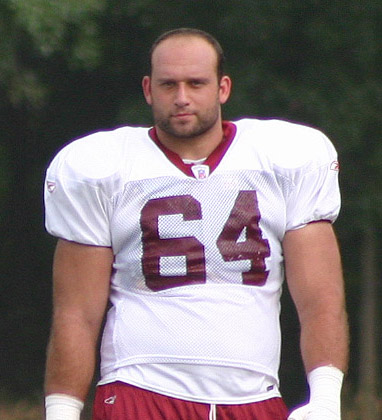
Lennie Friedman

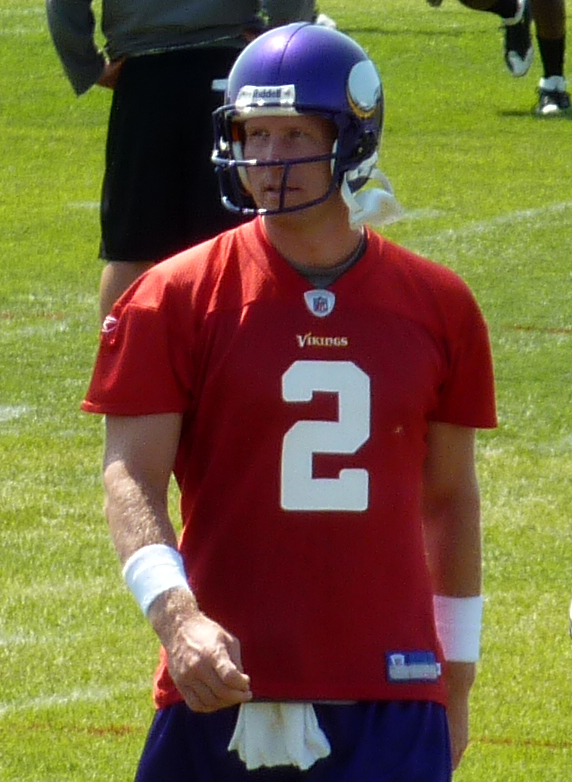
Sage Rosenfels

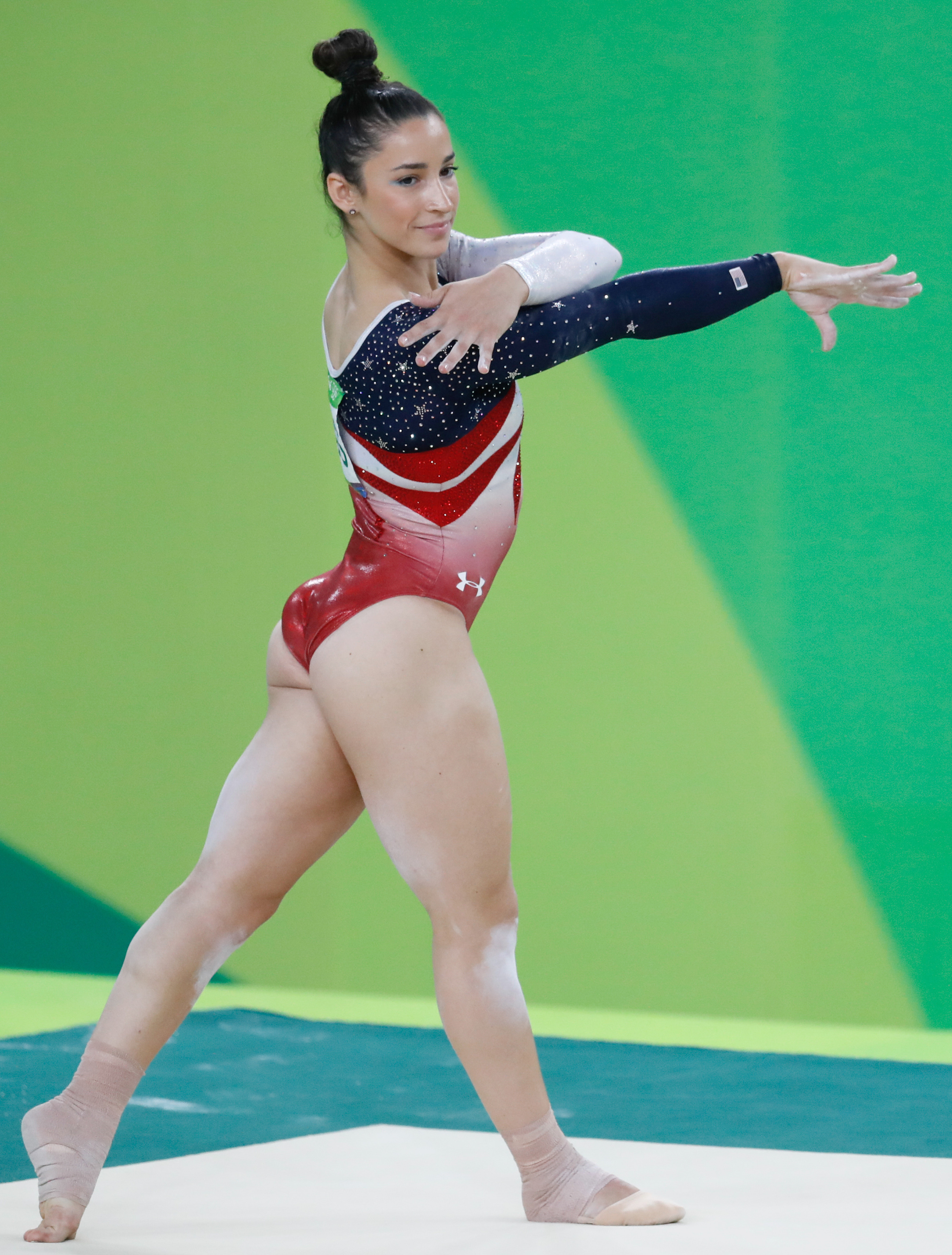
Aly Raisman

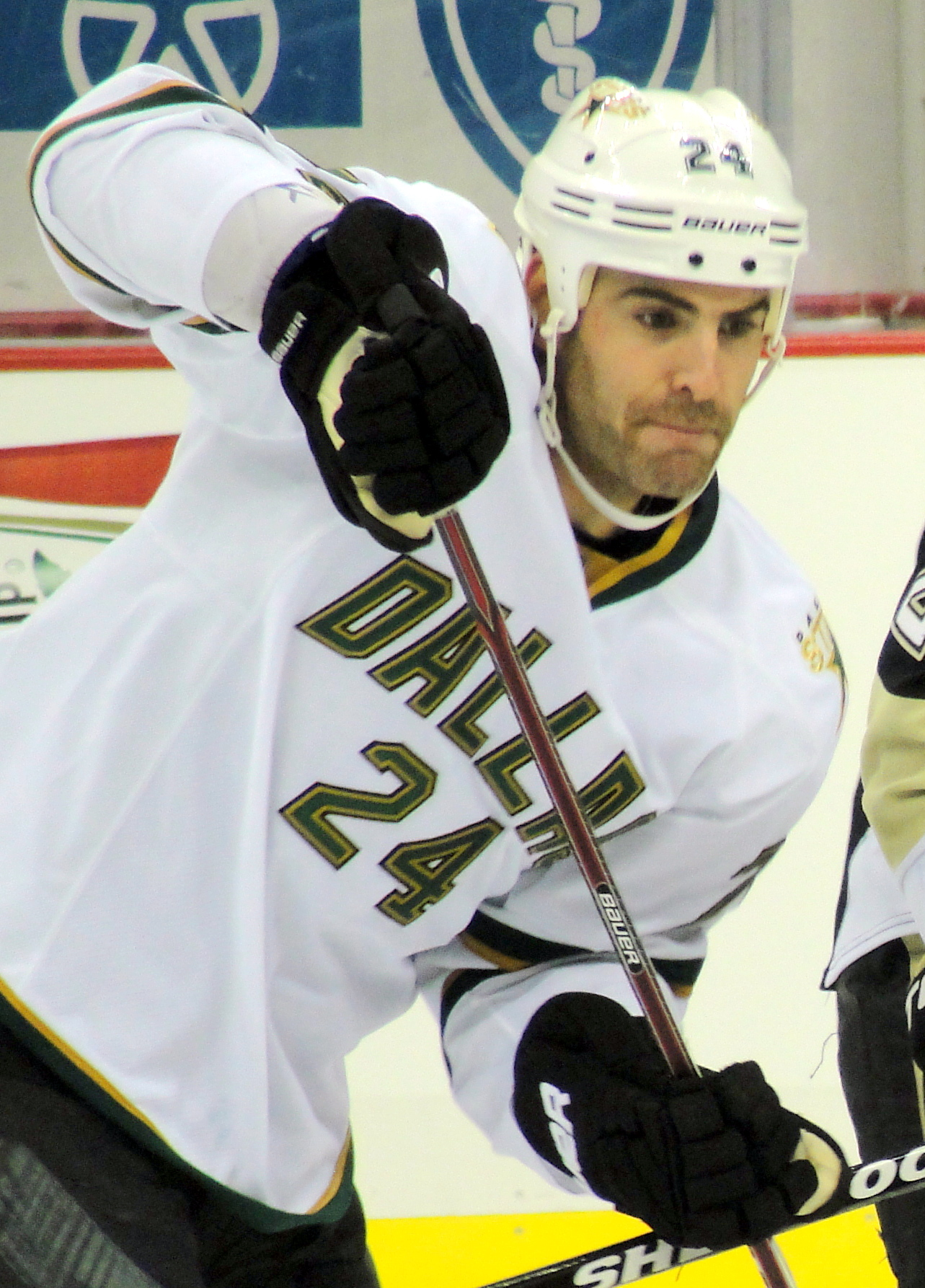
Eric Nystrom

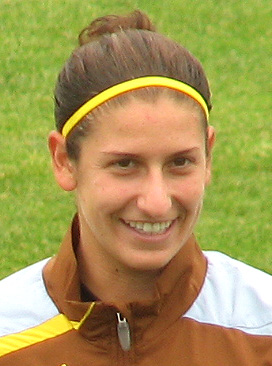
Yael Averbuch

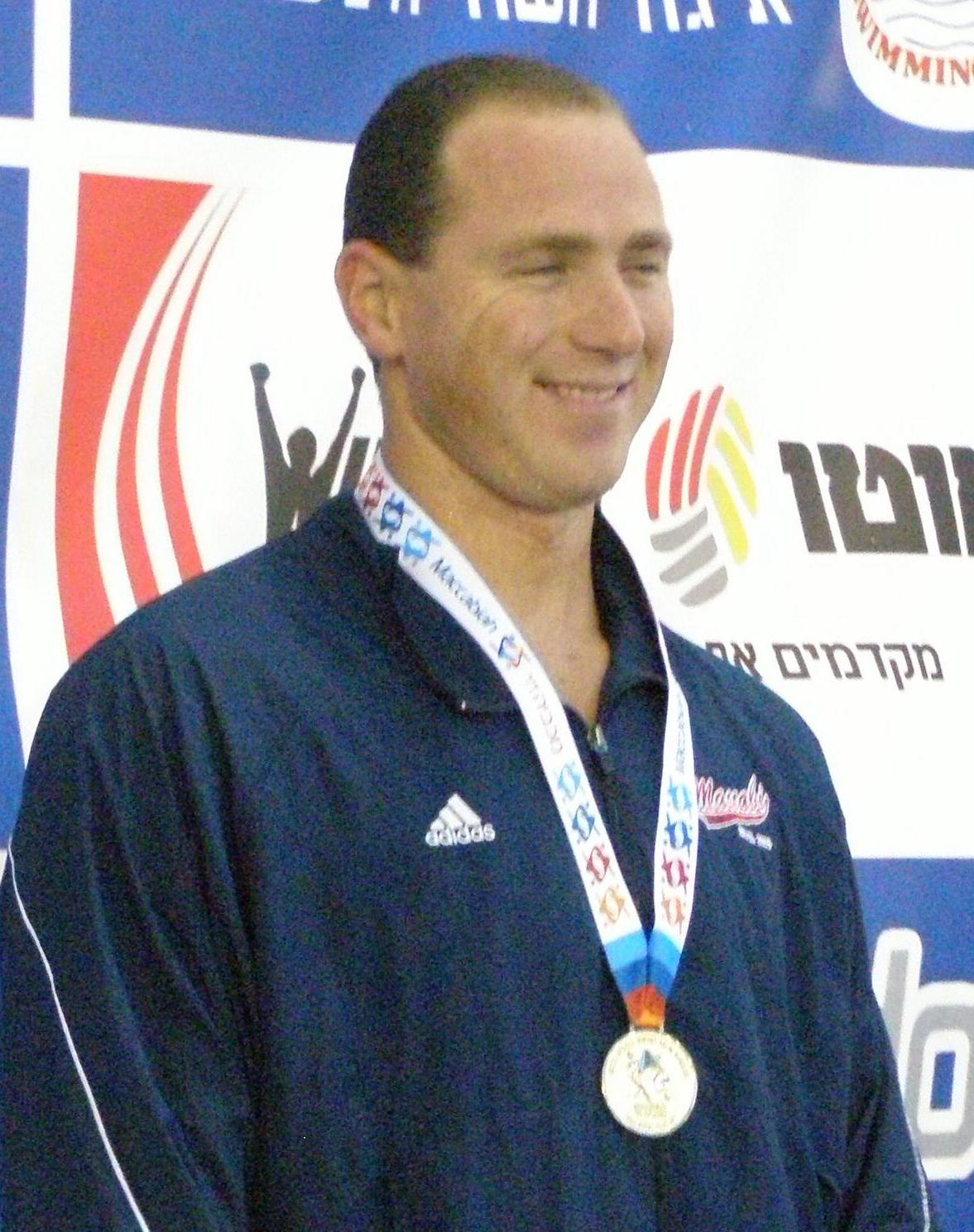
Jason Lezak

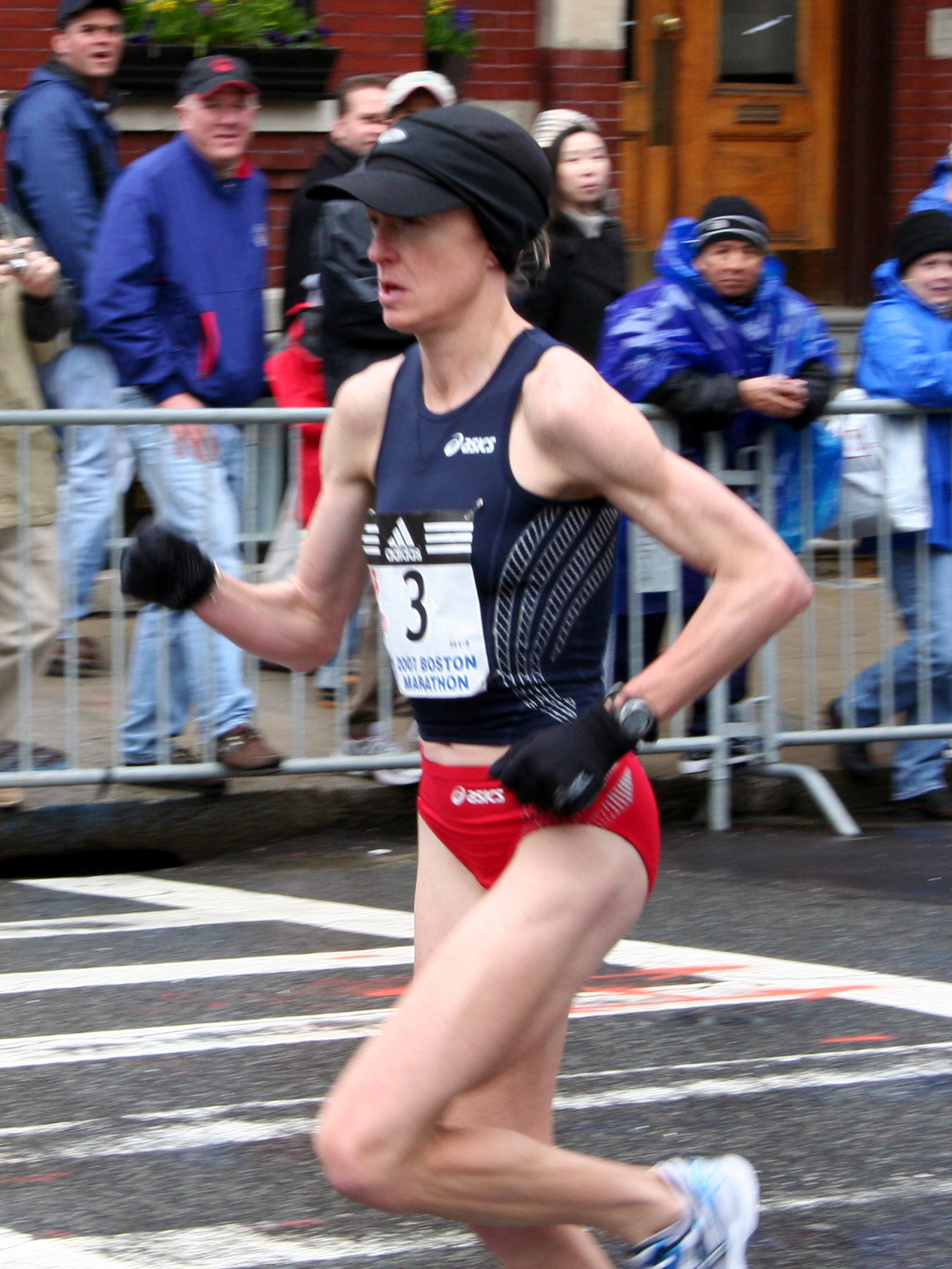
Deena Kastor

| Nom                      | Année | Sport                    | Notes                                          |
| ------------------------ | ----- | ------------------------ | ---------------------------------------------- |
| Art Heyman               | 1993  | Basket-ball              |                                                |
| Ernie Grunfeld           | 1993  | Basket-ball              |                                                |
| Henry Wittenberg         | 1993  | Lutte                    |                                                |
| Marv Albert              | 1993  | Radiodiffusion           |                                                |
| Max Zaslofsky            | 1993  | Basket-ball              |                                                |
| Red Holzman              | 1993  | Basket-ball              | Entraîneur de basketball                       |
| Sandy Koufax             | 1993  | Baseball                 |                                                |
| Shep Messing (en)        | 1993  | Football européen        |                                                |
| Art Shamsky (en)         | 1994  | Baseball                 |                                                |
| Gary Bettman             | 1994  | Hockey sur glace         | Commissaire de la NHL                          |
| Larry Brown              | 1994  | Basket-ball              | Entraîneur de basketball                       |
| Marty Glickman           | 1994  | Radiodiffusion           |                                                |
| Sid Tanenbaum            | 1994  | Basket-ball              |                                                |
| Allie Sherman            | 1995  | Football américain       |                                                |
| Dolph Schayes            | 1995  | Basket-ball              |                                                |
| Fred Lebow               | 1995  | Marathonien              | Fondateur du marathon de New York              |
| Hank Greenberg           | 1995  | Baseball                 |                                                |
| Margaret Lambert         | 1995  | Athlétisme               |                                                |
| Mel Allen                | 1995  | Radiodiffusion           |                                                |
| Nat Holman (en)          | 1995  | Basket-ball              |                                                |
| Sid Luckman              | 1995  | Football                 |                                                |
| William Beroza (en)      | 1995  | Crosse                   |                                                |
| Benny Leonard            | 1996  | Boxe                     |                                                |
| Gary Wood (en)           | 1996  | Football américain       |                                                |
| Milton Richman (en)      | 1996  | Chroniqueur              |                                                |
| Moe Berg                 | 1996  | Baseball                 |                                                |
| Red Auerbach             | 1996  | Basket-ball              | Entraîneur de basket-ball                      |
| Barney Ross              | 1997  | Boxe                     |                                                |
| Bill Mazer (en)          | 1997  | Radiodiffusion           |                                                |
| Marilyn Fierro (en)      | 1997  | Karaté                   |                                                |
| Red Sarachek (en)        | 1997  | Basket-ball              | Entraîneur de basket-ball                      |
| Al Rosen                 | 1998  | Baseball                 |                                                |
| Danny Schayes            | 1998  | Basket-ball              |                                                |
| Dick Savitt              | 1998  | Tennis                   |                                                |
| Irving Mondschein (en)   | 1998  | Athlétisme               |                                                |
| Norm Drucker (en)        | 1998  | Basket-ball              | Officiel du basket-ball                        |
| Ossie Schectman          | 1998  | Basket-ball              |                                                |
| Saul Rogovin (en)        | 1998  | Baseball                 |                                                |
| Vic Hershkowitz (en)     | 1998  | Handball                 |                                                |
| Doug Shapiro             | 1999  | Cyclisme                 |                                                |
| Ed Newman                | 1999  | Football                 |                                                |
| Harry Danning            | 1999  | Baseball                 |                                                |
| Ken Holtzman             | 1999  | Baseball                 |                                                |
| Ray Arcel                | 1999  | Boxe                     | Entraîneur de boxe                             |
| Warner Wolf              | 1999  | Radiodiffusion           |                                                |
| Julie Heldman            | 2000  | Tennis                   |                                                |
| Gary Wichard             | 2001  | Football                 | Footballeur et agent sportif                   |
| Len Berman               | 2001  | Radiodiffusion           |                                                |
| Andy Bloom               | 2001  | Athlétisme               |                                                |
| Anthony Ervin            | 2001  | Natation                 |                                                |
| Cliff Bayer              | 2001  | Escrime                  |                                                |
| Deena Kastor             | 2001  | Athlétisme               |                                                |
| Jason Lezak              | 2001  | Natation                 |                                                |
| Margie Goldstein-Engle   | 2001  | Équitation               |                                                |
| Nicole Freedman          | 2001  | Cyclisme                 |                                                |
| Robert Dover             | 2001  | Dressage                 |                                                |
| Sage Rosenfels           | 2001  | Football américain       |                                                |
| Sara Whalen              | 2001  | Football européen        |                                                |
| Scott Goldblatt          | 2001  | Natation                 |                                                |
| Tamir Bloom              | 2001  | Escrime                  |                                                |
| Marv Levy                | 2002  | Football américain       | FEntraîneur                                    |
| Sid Gillman              | 2002  | Football américain       |                                                |
| Steve Nisenson           | 2002  | Basketball               |                                                |
| Walter Blum              | 2002  | Équitation               |                                                |
| Jay Fiedler              | 2002  | Football américain       |                                                |
| Debbie Rademacher        | 2003  | Football européen        |                                                |
| Marilyn Ramenofsky       | 2003  | Natation                 |                                                |
| Zhanna Pintusevich-Block | 2003  | Athlétisme               |                                                |
| Amy Alcott               | 2003  | Golf                     |                                                |
| Helene Hines             | 2003  | Marathonienne            |                                                |
| Sara Whalen              | 2003  | Football européen        |                                                |
| Sarah Hughes             | 2003  | Patinage artistique      |                                                |
| Suzyn Waldman            | 2003  | Journaliste sportif      |                                                |
| Aerial Gilbert           | 2004  | Aviron                   |                                                |
| Al Blau                  | 2004  | Crosse                   |                                                |
| Benny Friedman           | 2004  | Football américain       |                                                |
| Brad Ausmus              | 2004  | Baseball                 |                                                |
| Elliott Maddox           | 2004  | Baseball                 |                                                |
| Jack Garfinkel           | 2004  | Basketball               |                                                |
| Mike Epstein             | 2004  | Baseball                 |                                                |
| Ron Blomberg             | 2004  | Baseball                 |                                                |
| Shawn Lipman             | 2004  | Rugby                    |                                                |
| Sid Gordon               | 2004  | Baseball                 |                                                |
| Thelma Eisen             | 2004  | Baseball                 |                                                |
| Abe Saperstein           | 2005  | Basketball               | Entraîneur                                     |
| Bob Stein                | 2005  | Football                 |                                                |
| Gladys Heldman           | 2005  | Tennis                   | Fondatrice du magazine de tennis féminin       |
| Isaac Berger             | 2005  | Haltérophilie            |                                                |
| Jay Fiedler              | 2005  | Football américain       |                                                |
| Joe Jacobi               | 2005  | Canoë-kayak              |                                                |
| Julie Heldman            | 2005  | Tennis                   |                                                |
| Marty Hogan              | 2005  | Racquetball              |                                                |
| Mitch Gaylord            | 2005  | Gymnastique              |                                                |
| Ryan Levinson            | 2005  | Cyclisme                 |                                                |
| Shawn Green              | 2005  | Baseball                 |                                                |
| Shirley Povich           | 2005  | Chroniqueuse             |                                                |
| Bob Berland              | 2006  | Judo                     |                                                |
| Carrie Sheinberg         | 2006  | Skieuse                  |                                                |
| Donna Orender            | 2006  | Basketball               |                                                |
| Herb Brown               | 2006  | Basketball               | Entraîneur de basketball                       |
| Ilana Kloss              | 2006  | Tennis                   |                                                |
| Jeff Agoos               | 2006  | Football européen        |                                                |
| John Frank               | 2006  | Football                 |                                                |
| Neal Walk                | 2006  | Basketball               |                                                |
| Roger Kahn               | 2006  |                          | Écrivain et auteur de The Boys of Summer       |
| Bonnie Bernstein         | 2007  | Radiodiffusion           |                                                |
| Craig Ludin              | 2007  | Jeux olympiques spéciaux |                                                |
| Dan Lurie                | 2007  | Body Building            |                                                |
| Deena Kastor             | 2007  | Marathonienne            |                                                |
| Dwight Stones            | 2007  | Athlétisme               |                                                |
| George Kalinsky          | 2007  | Photographie             |                                                |
| Harry Haft               | 2007  | Boxe                     |                                                |
| Howard Cosell            | 2007  | Radiodiffusion           |                                                |
| Jerry Markbreit          | 2007  | Arbitre                  | Arbitre de football américain                  |
| Lennie Rosenbluth        | 2007  | Basketball               |                                                |
| Mark Spitz               | 2007  | Natation                 |                                                |
| Mitchell Bobrow          | 2007  | Karaté / Taekwondo       |                                                |
| Senda Berenson Abbott    | 2007  | Basketball               | Pionnière du basketball féminin                |
| Bruce Pearl              | 2008  | Basketball               |                                                |
| Daniel Bukantz           | 2008  | Escrime                  |                                                |
| Hy Gotkin                | 2008  | Basketball               |                                                |
| Kerri Strug              | 2008  | Gymnastique              |                                                |
| Lenny Krayzelburg        | 2008  | Natation                 |                                                |
| Ron Mix                  | 2008  | Football américain       |                                                |
| Sam Rosen                | 2008  | Hockey sur glace         |                                                |
| Tony Kornheiser          | 2008  | Écrivain sportif         |                                                |
| Andre Tippett            | 2009  | Football américain       |                                                |
| Dara Torres              | 2009  | Natation                 |                                                |
| Dick Schaap              | 2009  | Chroniqueur              |                                                |
| Ed Block                 | 2009  | Football américain       |                                                |
| Gary Gubner              | 2009  | Athlétisme               |                                                |
| Linda Cohn               | 2009  | Journaliste sportif      |                                                |
| Scott Levy               | 2009  | Lutte                    |                                                |
| Marvin Miller            | 2009  | Cadre sportif            | Cadre de l'association des joueurs de baseball |
| Alan Veingrad            | 2010  | Football américain       |                                                |
| Bill Goldberg            | 2010  | Lutte                    |                                                |
| Dick Traum               | 2010  | Athlétisme               |                                                |
| Jason Lezak              | 2010  | Natation                 |                                                |
| Russ Rose                | 2010  | Volleyball               |                                                |
| Rena Kanokogi            | 2010  | Judo                     |                                                |
| Seth Greenberg           | 2010  | Basketball               | Entraîneur de basketball                       |
| Abe Pollin               | 2011  | Cadre sportif            |                                                |
| Al Seiden                | 2011  | Basketball               |                                                |
| Dick Steinberg           | 2011  | Football américain       |                                                |
| Gabe Carimi              | 2011  | Football américain       |                                                |
| Hal Richman              | 2011  | Baseball                 |                                                |
| Harris Barton            | 2011  | Football américain       |                                                |
| Jane Katz                | 2011  | Professeur               |                                                |
| Niv Sultan               | 2011  | Football américain       |                                                |
| Steve Mesler             | 2011  | Bobsleigh                |                                                |
| Tal Brody                | 2011  | Basketball               |                                                |
| Al Davis                 | 2012  | Boxe                     |                                                |
| Arthur Richman           | 2012  | Média                    |                                                |
| Debbie Rademacher        | 2012  | Football européen        | Entraîneur de football                         |
| Howie Rose               | 2012  | Média                    |                                                |
| Jerry Solomon            | 2012  | Cadre                    |                                                |
| Joanna Zeiger            | 2012  | Triathlète               |                                                |
| Jon Denning              | 2012  | Course automobile        |                                                |
| Mike Hartman             | 2012  | Hockey sur glace         |                                                |
| Sy Berger                | 2012  | Cadre                    |                                                |
| Aly Raisman              | 2013  | Gymnastique              |                                                |
| Andrew Bernstein         | 2013  | Photographie             |                                                |
| Ben Helfgott             | 2013  | Haltérophilie            |                                                |
| Boyd Melson              | 2013  | Boxe                     |                                                |
| Bruce Cohen              | 2013  | Crosse                   |                                                |
| Daniel Haber             | 2013  | Football européen        |                                                |
| David Mark Berger        | 2013  | Haltérophilie            |                                                |
| David Mark Berger        | 2013  | Photographie             |                                                |
| Garrett Weber-Gale       | 2013  | Natation                 |                                                |
| Jacqui Kalin             | 2013  | Basketball               |                                                |
| James Metzger            | 2013  | Cadre                    |                                                |
| Jennifer Horowitz        | 2013  | Escrime                  |                                                |
| Marilyn Ramenofsky       | 2013  | Natation                 |                                                |
| Randy Grossman           | 2013  | Football                 |                                                |
| Richard Bernstein        | 2013  | Coureur handicapé        |                                                |
| Sammy Gross              | 2013  | Lutte                    |                                                |
| Steve Bilsky             | 2013  | Basketball               |                                                |